# 오리노코강
오리노코강(스페인어: Río Orinoco, 문화어: 오리노꼬 강)은 파리마 산맥의 남쪽 끝에서 발원하며, 콜롬비아와 베네수엘라와의 국경을 북쪽으로 흐르다가, 아푸레강과 합류, 동쪽으로 흘러서 대서양으로 들어간다. 전장 2,200 km. 상류의 열대 우림지역, 하류의 야노스 초원을 합하여 94만 km2의 유역 면적을 갖고 있다.

## 지리
오리노코강은 남아메리카에서 아마존강과 파라나강에 이어 세 번째로 긴 강으로 그 유역은 베네수엘라 국토의 80%와 콜롬비아 국토의 25%를 차지한다. 강 상류에는 두 가지 유명한 특징이 있다. 하나는 세계에서 가장 높은 수직 구간으로 직접 물이 떨어지는 폭포인 979 m 높이의 앙헬 폭포(엔젤 폭포)로 추룬강을 따라 아우얀테뷔(악마의 산) 산에서 떨어진 후 오리노코강과 합류한다. 두 번째는 카시콰이아르 수로인데 355 km의 길이로 오리노코강의 물을 남쪽의 아마존강의 한 지류인 리오네그로강으로 흘려보낸다.
오리노코강의 중류는 기아나 고지의 동쪽 끝자락을 따라 흐르면서 북동쪽으로 강 길을 바꾸기 전까지 일련의 자갈 바닥의 급류(로스라우다레스 지역)를 만난다. 하류에서는 수많은 습지(라노스 습지 지대)를 지나 436 km 구간의 삼각주 구간을 지나 대서양과 만난다. 삼각주의 면적은 약 36,500 km2이며 보카그란데(큰 입)강이 주요 수로이다.
오리노코강의 유량은 사바나 기후의 특성상 계절에 따라 달라진다. 우기에 하류와 삼각주는 심하게 범람하고, 건기의 끝인 4월에는 우기인 6월에 비해 강의 수심이 30 m까지 낮아진다.

## 동식물
오리노코강의 삼각주는 지금은 찾아보기 힘들어진 오리노코악어의 서식지이다. 삼각주의 수많은 섬들은 이제 대규모로 카카오를 재배하거나 소를 키우는 목장으로 이용된다. 강 유역을 따라 릴리트로터라고 불리는 새가 서식하는데 이 새의 발은 거미줄처럼 발가락이 길게 퍼져 있어 몸무게를 분산하여 강물 위의 떠다니는 식물 위를 걸을 수 있다.